# Kamienna Buczyna
Rezerwat przyrody „Kamienna Buczyna” – krajobrazowy rezerwat przyrody w województwie zachodniopomorskim, w powiecie stargardzkim, w gminie Ińsko, na północno-wschodnim brzegu jeziora Ińsko, 2 km na północ-północny wschód od centrum Ińska, 1 km na północny zachód od drogi wojewódzkiej Recz-Łobez. Rezerwat położony jest na terenie Ińskiego Parku Krajobrazowego oraz w granicach dwóch obszarów sieci Natura 2000: obszaru specjalnej ochrony ptaków „Ostoja Ińska” PLB 320008 oraz obszaru siedliskowego „Pojezierze Ińskie” PLH320067.
Został utworzony zarządzeniem Ministra Leśnictwa i Przemysłu Drzewnego z dnia 11 kwietnia 1985 roku. Zajmuje powierzchnię 11,67 ha (akt powołujący podawał 11,37 ha).
Celem ochrony jest zachowanie krajobrazu moreny czołowej z licznymi głazami narzutowymi (osiem z nich przekracza 4 m obwodu), fragmentami lasów buczyny kwaśnej (Luzulo-Fagenion) i żyznej (Galio Odorati-Fagenion) oraz grądu subatlantyckiego (Stellario-Carpinetum) z wieloma stanowiskami roślin chronionych i zagrożonych wyginięciem, rzadkich grzybów i zwierząt.
Na terenie rezerwatu gniazdują m.in.: muchołówka mała (Ficedula parva) i dzięcioł czarny (Dryocopus martius).
Według obowiązującego planu ochrony ustanowionego w 2007 roku (z późniejszymi zmianami), obszar rezerwatu objęty jest ochroną czynną.
Przez rezerwat prowadzi znakowany zielony szlak turystyczny z Ińska do Cieszyna. W pobliżu znajduje się rezerwat „Wyspa Sołtyski”.